# Julbach (Austria)
Julbach è un comune austriaco di 1 537 abitanti nel distretto di Rohrbach, in Alta Austria.